# Konrad Adam

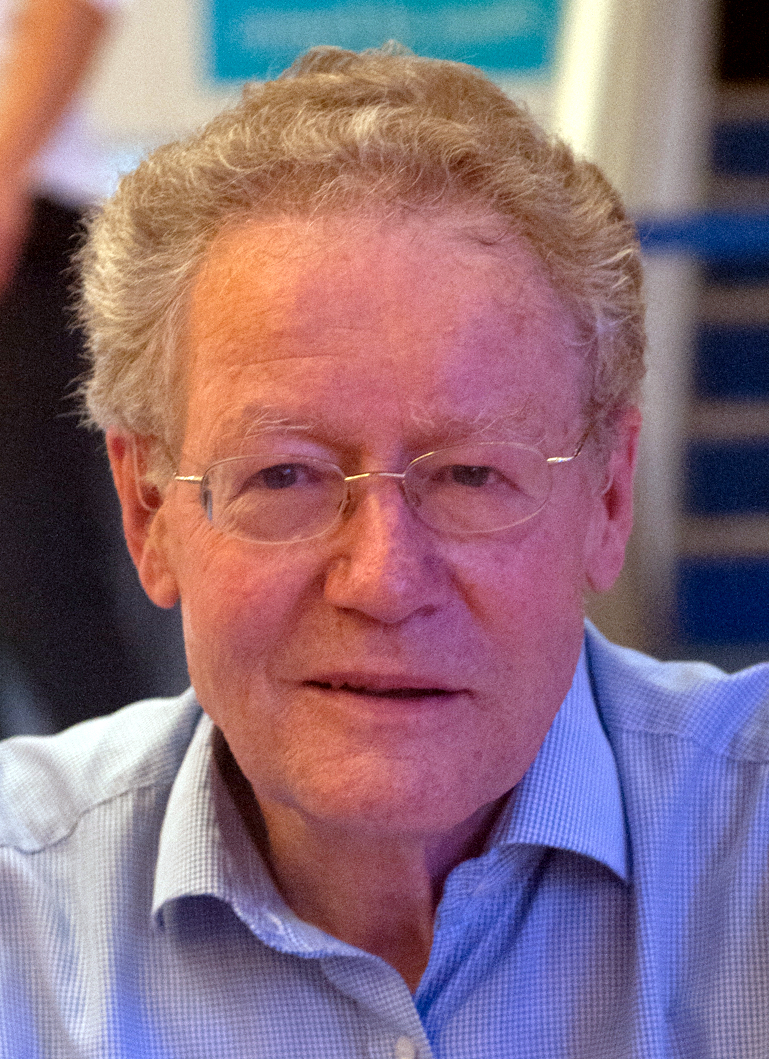
Konrad Adam (2015)

Konrad Adam (* 1. März 1942 in Wuppertal) ist ein deutscher Journalist, Publizist und ehemaliger Politiker der AfD. Er war von 1979 bis 2000 Feuilletonredakteur der Frankfurter Allgemeinen Zeitung (FAZ) und dann bis 2007 Chefkorrespondent und Kolumnist der Tageszeitung Die Welt in Berlin. Von April 2013 bis Juli 2015 war er einer von drei Bundessprechern (Bundesvorsitzenden) der Alternative für Deutschland. Von 2015 bis 2017 war er Gründungsvorsitzender der parteinahen Desiderius-Erasmus-Stiftung und wurde 2018 zu deren Ehrenvorsitzendem ernannt (bis 2020). Mit Wirkung zum 1. Januar 2021 trat er aus der AfD aus.

## Leben

### Familie und Ausbildung
Konrad Adam wurde 1942 als Sohn des promovierten Juristen und höheren Bahnbeamten Friedrich Adam und seiner Frau Marianne, geb. Steinvorth, in Wuppertal geboren. Sein Vater war während des Krieges Reichsoberbahnrat bei der vom Deutschen Reich errichteten Eisenbahnverwaltung im Generalgouvernement in Krakau und gehörte zu den spät hinzugekommenen Mitgliedern des George-Kreises. Er wurde nach dem Krieg zusammen mit dem Lyriker Robert Boehringer zum wichtigen Kontaktpfleger im Zentrum der zerstreuten Gruppe.
Auf Wunsch seines Vaters besuchte Konrad Adam zunächst die Privatseminare des Philosophen Kurt Hildebrandt, ebenfalls George-Schüler, die er aber bald aufgrund der kompromittierten Gesellschaft mied. Laut Adam trübte zudem die „unbarmherzige Attitüde“, die von den George-Kreis-Mitgliedern und auch seinem Vater gepflegt wurde, das Verhältnis zu diesen.
Nach dem Abitur am altsprachlichen Wilhelm-Dörpfeld-Gymnasium in Wuppertal 1961 studierte Adam zunächst zwei Semester Jura, nach einem Fakultätswechsel dann dreizehn Semester Klassische Philologie und Geschichte an der Eberhard Karls Universität Tübingen, der Ludwig-Maximilians-Universität München und der Christian-Albrechts-Universität zu Kiel. Nach dem Staatsexamen wurde er im April 1971 an der Philosophischen Fakultät in Kiel mit der von Hans Diller betreuten Dissertation Docere – delectare – movere. Zur poetischen und rhetorischen Theorie über Aufgaben und Wirkung der Literatur zum Dr. phil. promoviert.
Konrad Adam ist mit der Philologin Hella Adam verheiratet und hat drei Kinder.

### Journalistische und publizistische Tätigkeit
Anstatt den Lehrerberuf zu ergreifen, wurde Adam nach dem Studium Redakteur bei der Deutschen Presse-Agentur (dpa) in Kiel und Hamburg. Danach war er von 1979 bis 2000 Mitglied der Feuilleton-Redaktion der Frankfurter Allgemeinen Zeitung (FAZ). Anschließend ging Adam für knapp sieben Jahre als politischer Chefkorrespondent der Tageszeitung Die Welt nach Berlin. Bekannt war vor allem seine wöchentliche Kolumne im so genannten Forum des politischen Teils der Zeitung. Ende März 2007 verabschiedete Adam sich in den Ruhestand. Seitdem schreibt er wieder vermehrt im Feuilleton seines früheren Arbeitgebers, der FAZ. Im akademischen Jahr 1995/1996 war Adam Fellow am Wissenschaftskolleg zu Berlin.
Adam veröffentlichte sowohl in politischen Blättern (u. a. Die Politische Meinung) als auch in Wissenschafts- (Forum Classicum) und Kulturzeitschriften wie Merkur. Deutsche Zeitschrift für europäisches Denken und Neue Rundschau. 2023 war er in Zusammenarbeit mit dem Wiener Castrum Verlag als Herausgeber bisher unveröffentlichter Gedichte von Ernst Bertram, welche er weiters mit einem Nachwort versehen hat, tätig.

### Politisches Wirken

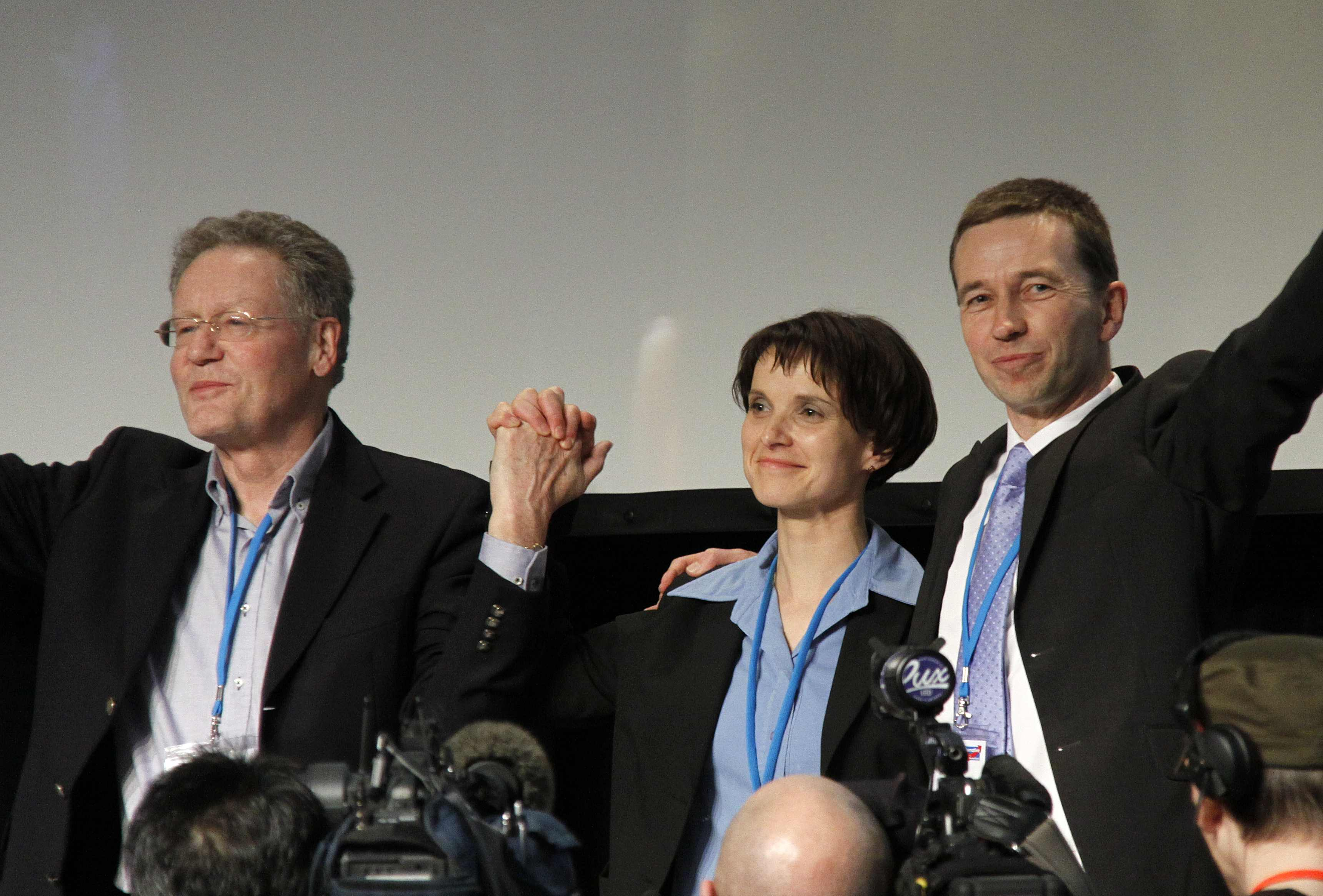
Konrad Adam, Frauke Petry und Bernd Lucke beim Gründungsparteitag der AfD 2013 in Berlin

Adam war zunächst Mitglied der CDU und gehörte dort dem konservativen Berliner Kreis an. Er war Gründungsmitglied der eurokritischen Wahlalternative 2013 und wurde 2013 einer der drei Gründungssprecher der daraus hervorgegangenen Partei Alternative für Deutschland (AfD). Im Juli 2015 schied er aus der Sprecherposition der AfD aus, da nur noch zwei Bundessprecher gewählt wurden. Er bewarb sich um einen Beiratsposten, erhielt jedoch nur 25,4 Prozent der Stimmen.
Im Dezember 2015 wurde Adam wegen öffentlicher Warnung vor einem weiteren Rechtsruck seiner Partei vom AfD-Kreisverband Hochtaunus mit einer Abmahnung bestraft. Bei wiederholter öffentlicher Kritik drohten „weitere Ordnungsmaßnahmen“. 2020 erklärte Adam mit Wirkung 1. Januar 2021 aus der AfD auszutreten.
Die Politikwissenschaftler Gudrun Hentges und David Bebnowski verorteten ihn im nationalkonservativen Parteiflügel.
Im März 2015 wurde Adam zum Vorstandsvorsitzenden der neu gegründeten parteinahen Desiderius-Erasmus-Stiftung gewählt, Im April 2017 wurde Adam auf einer Mitgliedsversammlung der Erasmus-Stiftung wieder abgewählt. 2018 wurde Adam der Ehrenvorsitz der Erasmus-Stiftung zuteil, den er jedoch zwei Jahre später niederlegte, weil er „keine Ehre mehr brachte“.
2019 wurde Adam Ehrenvorsitzender der überparteilichen Herbert-Gruhl-Gesellschaft e. V.

## Positionen
In dem Essay Das machtlose Parlament kommt Adam 2001 zu dem Schluss, dass Experten aus Wirtschaft, Wissenschaft und Medien zunehmend die Macht der parlamentarischen und richterlichen Gewalt in Frage stellten, und nennt die Entscheidungsfindung zu Transrapid und Hochschulfinanzierung als Beispiele. Der Essay wurde mehrfach aufgegriffen, etwa von Norbert Lammert, der Adams Thesen bestritt.
Seine zahlreichen Bücher beschäftigen sich vorwiegend mit der deutschen Innenpolitik, besonders der Bildungspolitik. Mit Die Republik dankt ab (1998) habe der konservative und „scharfsinnige Analytiker“ Adam, so der Journalist Rolf Lamprecht, ein intellektuell anspruchsvolles, europakritisches – bisweilen liberales – Werk verfasst, das sich in das herkömmliche Links-Rechts-Schema nicht einordnen lasse. In dem Buch Die deutsche Bildungsmisere (2002) setzt er sich mit den Ergebnissen der PISA-Studie auseinander und fordert eine Rückbesinnung auf das klassische Bildungsideal, was in den Feuilletons überregionaler Tageszeitungen aufgegriffen wurde und ein geteiltes Echo fand. Der Literaturrezensent der Süddeutschen Zeitung Johan Schloemann warf ihm 2006 vor, mit seinem Werk Die alten Griechen Werner Jaegers Dritten Humanismus wiederbeleben zu wollen.
Adam macht den Sozialstaat mitverantwortlich für die sinkende Geburtenentwicklung und den Anstieg der Zahl von Sozialhilfeempfängern in Deutschland.
In einer Welt-Kolumne kommentierte Adam 2006 einen von André Lichtschlag aufgegriffenen Vorschlag Friedrich August von Hayeks, denjenigen Gruppen, welche ihr Einkommen mehrheitlich vom Staat beziehen (Beamte, Politiker, Arbeitslose und Rentner), das Wahlrecht zu entziehen. Man könne, so Adam, angesichts der Schwierigkeiten der deutschen Politik, sich aus der Fixierung auf unproduktive Haushaltstitel wie Rente, Pflege, Schuldendienst und Arbeitslosigkeit zu befreien, mit einigem Recht bezweifeln, ob die Einführung des allgemeinen Wahlrechts ein Fortschritt gewesen sei. Einzelne Medien thematisierten Adams Gedanken in der Folge mit Blick auf das Mitgliederprofil der AfD.
Laut dem Zeit-Journalisten Christian Bangel waren die Rufe der Pegida-Demonstranten und AfD-Anhänger schon vor zehn Jahren in Kommentaren von Adam zu lesen. Vor den Anschlägen des 11. Septembers 2001 habe sich Adam mit distanzierter Skepsis zum Islam geäußert. Seither sei seine Sprache schärfer geworden. So finde sich unter den Muslimen ein „aggressives Sonderbewusstsein“. Für diese Entwicklung mache Adam vor allem die Integrationspolitik der „Multikulturalisten“ verantwortlich. Er kritisierte ein Milieu, das durch politisch korrektes Denken und Sprechen eigene Vorstellungen durchsetze und ein Klima schaffe, in dem der Extremismus beider Seiten gut gedeihe.
Vor Bekanntgabe seines Parteiaustritts hielt Adam nach eigener Darstellung drei Jahre lang still und verzichtete auf Kritik an führenden AfD-Politikern und den Entwicklungen in seiner Partei. In einem Gespräch mit der NZZ im Herbst 2020 macht er vor allem das Verhalten seines langjährigen Weggefährten Alexander Gauland, dem er eine tragische Rolle zuschreibt, für die Entwicklung der AfD zu einer rechtsextremen Partei verantwortlich. Er selbst kann sich eine Rückkehr zur CDU vorstellen. Auf die Frage, ob eine Partei für einen Intellektuellen der richtige Ort sei, erklärte Adam im Interview mit der NZZ allerdings auch: „Auf Dauer wohl lieber heraushalten. Intellektuelle sind schwer oder gar nicht organisierbar, und die Organisation, die Netzwerkerei, das Bilden von Seilschaften und Flaschenzügen sind das A und O der Parteipolitik.“

## Auszeichnungen
- 1998: Friedrich-Märker-Preis für Essayisten der Münchner Stiftung zur Förderung des Schrifttums
- 2009: Deutscher Sprachpreis der Henning-Kaufmann-Stiftung zur Pflege der Reinheit der deutschen Sprache

## Veröffentlichungen (Auswahl)

### Monografien
- Docere, delectare, movere. Zur poetischen und rhetorischen Theorie über Aufgaben und Wirkung der Literatur. Dissertation, Universität Kiel, 1971.
- Für Kinder haften die Eltern. Die Familie als Opfer der Wohlstandsgesellschaft. Quadriga (Beltz Verlag), Weinheim u. a. 1996, ISBN 3-88679-275-7.
- Die Republik dankt ab. Die Deutschen vor der europäischen Versuchung. Alexander Fest, Berlin 1998, ISBN 3-8286-0037-9.
- Staat machen. Warum die neue Mitte keine ist und wir die alte Mitte brauchen. Siedler, Berlin 1999, ISBN 3-88680-679-0.
- Die Ohnmacht der Macht. Wie man den Staat ausbeutet, betrügt und verspielt. Siedler, Berlin 2001, ISBN 3-88680-545-X.
- Die deutsche Bildungsmisere. Pisa und die Folgen. Propyläen, Berlin u. a. 2002, ISBN 3-549-07166-3 (Taschenbuchausgabe als Ullstein 36500, München 2004, ISBN 3-548-36500-0).
- Die alten Griechen (= Bücher für die nächste Generation). Rowohlt, Berlin 2006, ISBN 3-87134-553-9 (Taschenbuchausgabe als Rororo 62174, Berlin 2008, ISBN 978-3-499-62174-1).
- Der kurze Traum vom ewigen Leben. Eine Gesellschaft ohne Zukunft. Manuscriptum (Landt Verlag), Waltrop u. a. 2009, ISBN 978-3-937801-55-1.
- Kampf gegen die Natur. Der gefährliche Irrweg der Wissenschaft. Rowohlt, Berlin 2012, ISBN 978-3-87134-730-6.

### Herausgeberschaft
- Kreativität und Leistung. Wege und Irrwege der Selbstverwirklichung. Referate und Diskussionsbeiträge (= Veröffentlichungen der Hanns-Martin-Schleyer-Stiftung, Band 20). J.P. Bachem, Köln 1986, ISBN 3-7616-0831-4.
- Bildungslücken. Neske, Stuttgart 1997, ISBN 3-7885-0521-4.
- Die AfD und die Klimafrage. Hess, Bad Schussenried 2019, ISBN 978-3-87336-654-1.
- Vineta. Castrum Verlag, Wien 2023, ISBN 978-3-9505469-03.

### Beiträge in Sammelbänden
- Berge gibt es auch im Flachland – oder: Wozu Elitebildung? In: Heinz Bude, Stephan Schleissing (Hrsg.): Junge Eliten. Selbständigkeit als Beruf. Kohlhammer, Stuttgart u. a. 1997, ISBN 3-17-015103-7, S. 61 ff.
- Kartelle sind verboten. In: Manfred Bissinger, Dietmar Kuhnt, Dieter Schweer (Hrsg.): Konsens oder Konflikt? Wie Deutschland regiert werden soll (= Campe-Paperback). Hoffmann und Campe, Hamburg 1999, ISBN 3-455-10393-6, S. 11 ff.
- Einfalt oder kulturelle Vielfalt? In: Walter-Raymond-Stiftung (Hrsg.): Politik und Wirtschaft im Zeichen der Globalisierung. Dresden, 14. bis 16. März 1999 (= Veröffentlichungen der Walter-Raymond-Stiftung der BDA. Band 39). Wirtschaftsverlag Bachem, Köln 1999, ISBN 3-89172-424-1, S. 7 ff.
- Begrenzte Mittel, unbegrenzte Wünsche: Warum die Gesundheitsreform keine ist – und wie sie eine werden könnte. In: Friedrich Merz (Hrsg.): Wachstumsmotor Gesundheit. Die Zukunft unseres Gesundheitswesens (= Edition DWC). Hanser, München 2008, ISBN 978-3-446-41456-3, S. 99 ff.

### Gespräche
- Jens Reich im Gespräch mit Mathias Greffrath und Konrad Adam. Hanser, München u. a. 1994, ISBN 3-446-17681-0.

### Hörbücher
- Lust auf die alten Griechen! Lesung für Jugendliche und Erwachsene. Sprecher: Bernt Hahn, Viola Sauer, Ralf Thenior. 4 CDs, Igel-Genius (Aktive Musik Verlag), Dortmund 2011, ISBN 978-3-89353-365-7.